# Augustin Salinas y Teruel

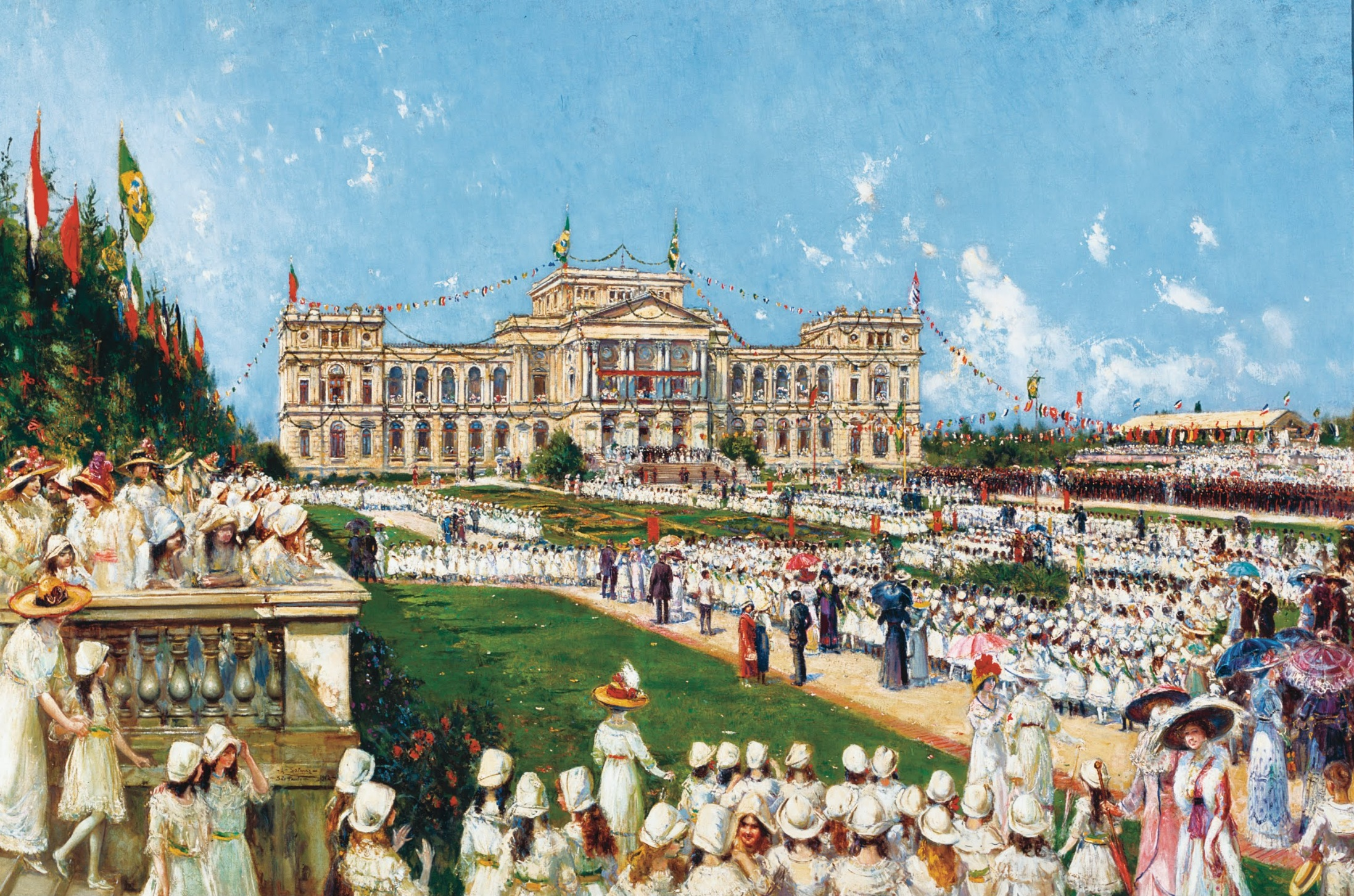
Festa Escolar no Ipiranga (1912), obra de Augustin Salinas y Teruel.

Augustin Salinas y Teruel (Saragoça, 1860 ou 1862 - Roma, 1923) foi um pintor espanhol do gênero paisagem. No começo do século 20, ele esteve no Brasil e produziu algumas obras. Augustin é irmão do também pintor Pablo Salinas.
O artista estudou nas Escuelas de Comercio, Artes y Oficios de Madri e, mais tarde, na Superior de Bellas Artes. Em 1889, recebeu um prêmio, com o apoio do governo de Saragoça, e estudou na Academia Espanhola de Roma durante três anos. Após este período, Augustin permaneceu na cidade, onde produziu obras que retratavam os costumes e as paisagens italianas.
O pintor viveu alguns anos no Brasil e, durante a sua permanência, participou de exposições e produziu quadros que retratavam paisagens brasileiras, principalmente do Rio de Janeiro. Em São Paulo, entre os quadros que realizou, está o Festa escolar no Ipiranga, de 1912, que retrata a frente do Museu Paulista.